# 日本精神分析学会
日本精神分析学会（にほんせいしんぶんせきがっかい、英名Japan Psychoanalytical Association）は、精神分析的な臨床実践に基づいた経験や知見を研磨し、治療、教育、福祉、その他の分野に役立たせることを基本的な目的に1950年に開始された精神分析研究会が1955年に学会として発足した。
事務局を東京都千代田区三番町2三番町KSビル（株）コンベンションリンケージ内に置いている。1972年（昭和47年）から2005年（平成17年）まで事務局を慶應義塾大学医学部精神神経科内に置いていた。

## 主な活動
総会・学術集会の開催、機関紙の刊行、精神療法医・心理療法士の認定、研修グループ・スーパーバイザーの認定、関連諸学会・機関との連携など

## 機関紙
- 『精神分析研究』　年4回

## 日本精神分析学会学会賞
日本精神分析学会学会賞は、日本精神分析学会が日本の精神分析に貢献してきた研究者および臨床家に対して贈る賞である。本賞の古澤賞（こざわしょう）の他に学会奨励賞の山村賞（やまむらしょう）、学会出版賞の小此木賞（おこのぎしょう）がある。なお古澤賞は初代会長の古澤平作に、山村賞は3代会長の山村道雄に由来する。
日本精神分析学会は、精神分析的な臨床実践に基づいた経験や知見を研磨し、治療、教育、福祉、その他の分野に役立たせることを基本的な目的に1950年に開始された精神分析研究会が、1955年に学会として発足した学会であり、第33回日本精神分析学会総会において学会賞(日本精神分析学会賞〈古澤賞)ならびに学会奨励賞(山村賞）の制定が可決され、選考委員会が組織された。　最初の古澤賞受賞者は小此木啓吾。学会奨励（山村賞）は大野裕、松木邦裕。2012年に新たに学会出版賞として小此木賞が制定された。